# Ochteridae
Famille
Les Ochteridae sont une famille d'insectes hémiptères du sous-ordre des hétéroptères (punaises), de l'infra-ordre des Nepomorpha, qu'on rencontre sur les rives.    

## Description
Les Ochteridae sont de petites punaises (4 à 9 mm), ovoïdes, de couleur généralement sombre avec quelques taches plus claires, et, à la différence de tous les autres Nepomorpha, ont des antennes visibles par en dessus, à 4 articles, saillantes et filiformes, ce qui permet de les distinguer des Saldidae, autres petites punaises ripicoles. Le dos est doux et velouté, ce qui leur vaut leur surnom anglais de « velvety shore bugs », les « punaises veloutées des côtes ». Elles ont des gros yeux et deux ocelles. Le rostre est long et effilé, atteignant les hanches postérieures. Le pronotum est subtrapézoïdal, avec des marges latérales aplaties et la bordure postérieure échancrée. Le scutellum est triangulaire. Les ailes antérieures (hémélytre) sont séparées en corie, clavus et membrane, ces dernières présentant plusieurs cellules fermées, sans veines anastomosées. Les pattes sont fines, adaptées à la course. Les fémurs antérieurs ne sont pas élargis en pattes ravisseuses. Les tarses ont deux segments aux pattes antérieures et médianes, et trois aux postérieures. L'abdomen et les genitalia du mâle sont asymétriques,,.   

## Répartition et habitat
Les Ochteridae se rencontrent partout (sauf dans l'Antarctique), surtout les régions tropicales de l'Ancien monde. Leur habitat est généralement le rivage près des eaux calmes, sur les vasières, les rivages caillouteux et les bancs de sable, Elles peuvent être associées à la végétation riveraine et seraient sensibles aux perturbations de l'habitat,.   

## Biologie
Les Ochteridae sont prédatrices. Elles se nourriraient principalement de larves de diptères, de collemboles et de pucerons. Elles se déplacent rapidement, peuvent sauter comme des Saldidae, et sont capables de voler. Les juvéniles (larves) de certaines espèces se mettraient du sable sur la tête pour se camoufler. De fait, leur couleur cryptique les rend difficile à voir lorsqu'elles sont immobiles. 

## Systématique

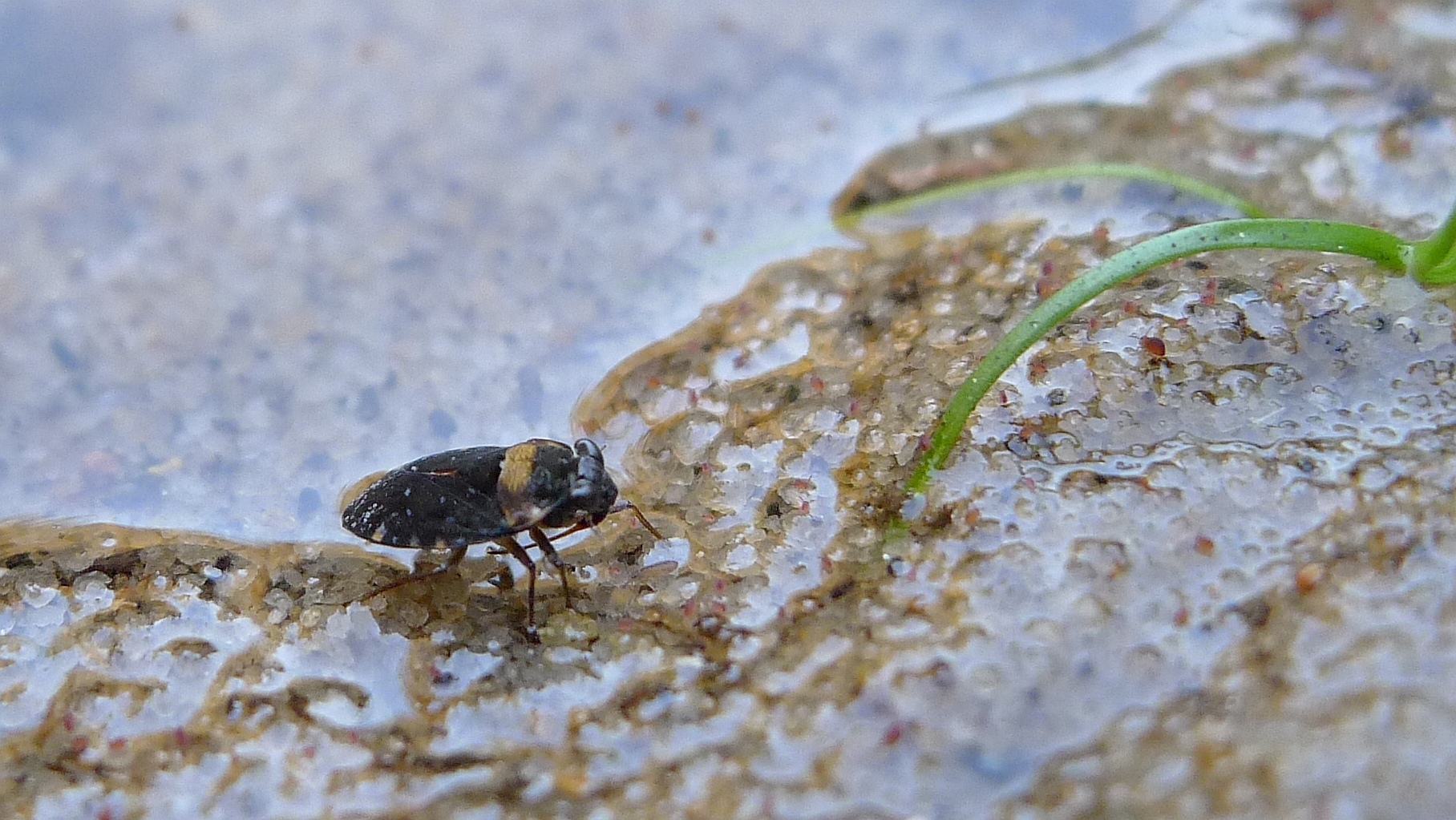
Ochterus sp., Heathcote National Park, NSW Australie

Les Ochteridae sont compris aujourd'hui dans la super-famille des Ochteroidea, le groupe-frère des Cibariopectinata au sein des Nepomorpha. La séparation entre les Ochteridae et les Gelastocoridae est datée du début du Jurassique (-200 à 175 millions d'années), avec des fossiles retrouvés datant de la fin du Jurassique et du début du Crétacé (env. 125 millions d'années),. 
Elles comprennent 3 genres vivants, avec 84 espèces décrites, ainsi que 5 genres fossiles. 

### Liste des genres
Selon BioLib (2 avril 2022) :
- genre Megochterus Jaczewski, 1934, deux espèces d'Australie
- genre Ochterus Latreille, 1807, 80 espèces réparties sur tous les continents.
- genre Ocyochterus Drake & Gómez-Menor, 1954, deux espèces du N-O de l'Amérique du Sud.

Genres fossiles: 
- genre †Angulochterus Yao, Zhang & Ren, 2011
- genre †Floricaudus Yao, Ren & Shih, 2011
- genre †Pristinochterus Yao, Cai & Ren, 2007
- genre †Riegerochterus Popov & Heiss, 2014
- genre †Yuripachys (Popov, 1986)

La seule espèce présente en Europe est Ochterus marginatus (Latreille, 1804). 